# Ахалик
Ахали́к (бур. Аhалиг) — село в Тункинском районе Бурятии. Входит в сельское поселение «Тунка».

## География
Расположено на речке Ахалик (левый приток Иркута), при выходе её в Тункинскую долину, в 10 км к северо-востоку от центра сельского поселения — села Тунка.

## Население
| 2002 | 2010 |
| ---- | ---- |
| 346  | ↘305 |